# Melvyn Greaves
Melvyn Francis Greaves (né le 12 septembre 1941) est un biologiste britannique du cancer et professeur de biologie cellulaire à l'Institute of Cancer Research (ICR) de Londres . Il est connu pour ses recherches sur la leucémie infantile et les rôles de l'évolution dans le cancer, notamment d'importantes découvertes dans la génétique et la biologie moléculaire qui sous-tendent la leucémie ,.

## Éducation
Greaves suit d'abord une formation en zoologie et en immunologie, obtenant un doctorat en 1968 de l'University College London.

## Carrière et recherche
Au milieu des années 1970, ses recherches se tournent vers la leucémie, un intérêt qu'il attribue à une visite du Great Ormond Street Hospital. Il travaille dans les laboratoires de l'Imperial Cancer Research Fund à Lincoln's Inn Fields (qui fait maintenant partie de l'Institut Francis Crick) avant de rejoindre l'ICR en 1984 . À l'ICR, il est directeur du Centre de biologie cellulaire et moléculaire de la leucémie du Fonds de recherche sur la leucémie de 1984 à 2003 et lance le Centre pour l'évolution du cancer en 2013 .

### Publications
- Melvyn F. Greaves et Geoffrey Brown, "Purification des lymphocytes T et B humains", The Journal of Immunology, 1er janvier 1974, vol. 112 non. 1 420-423
- Melvyn F. Greaves (ed) Anticorps monoclonaux contre les récepteurs : sondes pour la structure et la fonction des récepteurs, Chapman et Hall, 1984, (ISBN 978-0-412-25330-0)
- Edward S. Henderson, Thomas Andrew Lister, Melvyn F. Greaves (eds) Leucémie, Saunders, 1996, (ISBN 978-0-7216-5381-5)
- Melvyn F. Greaves (éd.) Cancer : l'héritage évolutif, Oxford University Press, 2000, (ISBN 0-19-262835-6)

## Prix et distinctions
- 1988 Prix King Fayçal de médecine pour ses travaux sur la leucémie [6]
- 1999 Élu membre de l'Académie des sciences médicales, Royaume-Uni (FMedSci).
- 1999 Médaille d'or, British Society for Hematology.
- 2003 Élu Fellow de la Royal Society (FRS)[7].
- 2015 Cancer Research UK Lifetime Achievement in Cancer Research Prize [8]
- Médaille royale 2017 de la Royal Society [9]
- 2018 Knight Bachelor pour les services à la recherche sur la leucémie infantile, dans les honneurs du Nouvel An 2019